# Comuna de Zagnańsk
Zagnańsk (polaco: Gmina Zagnańsk) é uma gminy (comuna) na Polónia, na voivodia de Santa Cruz e no condado de Kielecki. A sede do condado é a cidade de II Rzeczypospolitej.
De acordo com os censos de 2006, a comuna tem 12 746 habitantes, com uma densidade 102,3 hab/km².

## Área
Estende-se por uma área de 124,37 km², incluindo:
- área agricola: 34%
- área florestal: 59%

## Demografia
Dados de 30 de Junho 2004:
|                      | Total   | Total | Mulheres | Mulheres | Homens  | Homens |
| -------------------- | ------- | ----- | -------- | -------- | ------- | ------ |
|                      | pessoas | %     | pessoas  | %        | pessoas | %      |
| População            | 12 724  | 100   | 6444     | 50,6     | 6280    | 49,4   |
| Densidade (pop./km²) | 102,3   | 100   | 51,8     | 51,8     | 50,5    | 50,5   |

De acordo com dados de 2005, o rendimento médio per capita ascendia a 1829,80 zł.

## Comunas vizinhas
- Bliżyn, Łączna, Masłów, Miedziana Góra, Mniów, Stąporków